# Благоје Јоцић
Благоје Н. Јоцић (Јагодина, 1900. - Београд 1976), био је српски индустријалац, власник ресавских рудника.
Након смрти његовог оца Николе Јоцића, ресавски рудници су наставили рад у оквиру исте фирме под називом Никола Б. Јоцић и син, која је искључиво власништво Благоја Н. Јоцића, као једниног наследника и ортака. Других наследника ни ортака није било, ни јавних ни тајних, те се рудник и надаље развијао, све до Другог светског рата, када је Благоју фактички одузет рудник од стране окупационих власти, а након ослобођења, власт у руднику су фактички, а потом и правно одузели победници рата, јер Благоје није хтео да поклони рудник држави, те је изложен прогону и насиљу.
Године 1945. решењем савезног Министарства за рударство ресавски рудници су организовани у оквиру сењско – ресавског угљеног басена под називом Сењско-ресавски рудници мрког угља.
Никола Јоцић и Благоје Јоцић утемељили су себе у значајни развој рударства у Србији, о чему сведочи и део постојећег индустријског наслеђа.
Благоје Јоцић судски је рехабилитован у мају 2007. године и утврђена је ништавост одлука о осуди од самог доношења, те су ништаве и правне последице, укључујући и казну о конфискацији имовине, а наследници још нису укључени у процес повраћаја имовине односно обештећења.
Благоје је био ожењем Катарином Јоцић, рођ. Ивановић. Имају потомство.